# Festival international du film de Cork
Le Festival international du film de Cork (Cork International Film Festival, ou CIFF) est un festival de cinéma créé en 1956 à Cork, en Irlande. C'est le plus ancien festival de cinéma en Irlande, et l’un des plus anciens au monde. Il se déroule en novembre sur une durée de 11 jours.
Le festival présente le meilleur du cinéma irlandais et international à travers un programme large et varié (205 films en 2024), composé de films courts et longs, de tous les genres et en provenance du monde entier. 